# Running in Madness, Dying in Love
(Il capo del villaggio ai due protagonisti.)
Running in Madness, Dying in Love è un film del 1969 diretto da Kōji Wakamatsu ed è appartenente al genere pinku eiga.

## Trama
Tokyo, 1969: un violento litigio tra Sahei - membro attivo del Movimento studentesco - e suo fratello maggiore Isao - poliziotto - finisce in tragedia con la morte di quest'ultimo. Ad ucciderlo accidentalmente con la sua pistola d'ordinanza è stata sua moglie Yuri, nel tentativo di difendere Sahei. I due cognati, segretamente innamorati l'uno dell'altro, decidono di inscenare il finto suicidio della vittima e fuggono insieme alla volta dell'Hokkaidō, loro patria natale. Ma i rimorsi di coscienza per ciò che hanno fatto li accompagnerà per tutto il viaggio, almeno fino all'arrivo a destinazione, dove ad attenderli troveranno un'incredibile sorpresa.

## Distribuzione
In Giappone è stato distribuito a partire dal settembre del 1969, in Italia invece è stato trasmesso direttamente in televisione nel programma Fuori orario. Cose (mai) viste.